# Macaria aequiferaria
Macaria aequiferaria, conocida (en inglés) como woody angle o la "polilla de los ángulos leñosos", es una polilla perteneciente a la familia Geometridae, descrita por primera vez por Francis Walker en 1861. Se encuentra en Norteamérica, donde se ha registrado desde Maryland y Delaware hasta Florida, al oeste de Texas, así como en Oklahoma, Misisipi, Kentucky y el sur de Illinois. También se encuentra en México. El holotipo de la especie fue descrita en el estado estadounidense de Florida.

## Descripción
Es una polilla pequeña, con una envergadura de unos 21 milímetros (0,8 plg), de color gris oscuro a canela amarillento. En el patrón y la coloración, tiene gran similitud con Macaria aemulataria, con la que se encuentra en pantanos constituidos por una mezcla de ciprés calvo y arce rojo. La cabeza es leonada, las antenas son pubescentes, el tórax marrón por delante y el abdomen cuenta con dos filas de puntos marrones. 

### Alas
Las alas son marrón grisáceo y cuentan con motas cinéreas, y con cuatro líneas cinéreas casi rectas y paralelas, más oscuras y concisas por debajo. Las alas anteriores son ligeramente redondeadas en las puntas, con un punto subcostal negro en el lado exterior de la línea submarginal y con una banda interior marrón u ocrácea. Las alas posteriores cuentan con puntos negros en las líneas media y exterior. La forma de primavera de M. aequiferaria es de un gris mucho más oscuro que la de M. aemulataria, y la forma de verano, más pálida, suele ser más amarillenta, a menudo con el área subterminal más oscura que el área basal.

### Orugas
Las larvas son verdes o marrones y presentan un patrón distintivo de rayas y barras o franjas oscuras. La línea subdorsal es blanca pura y está parcialmente constreñida por arriba por una serie de trazos negros y delimitada por abajo por una ancha banda oscura. También presenta una franja lateral pálida, interrumpida por una serie de manchas negras.
Se han registrado adultos en vuelo durante todo el año, con la mayoría de los registros entre marzo y septiembre. Las larvas se alimentan de especies de Taxodium.